# Dabakan

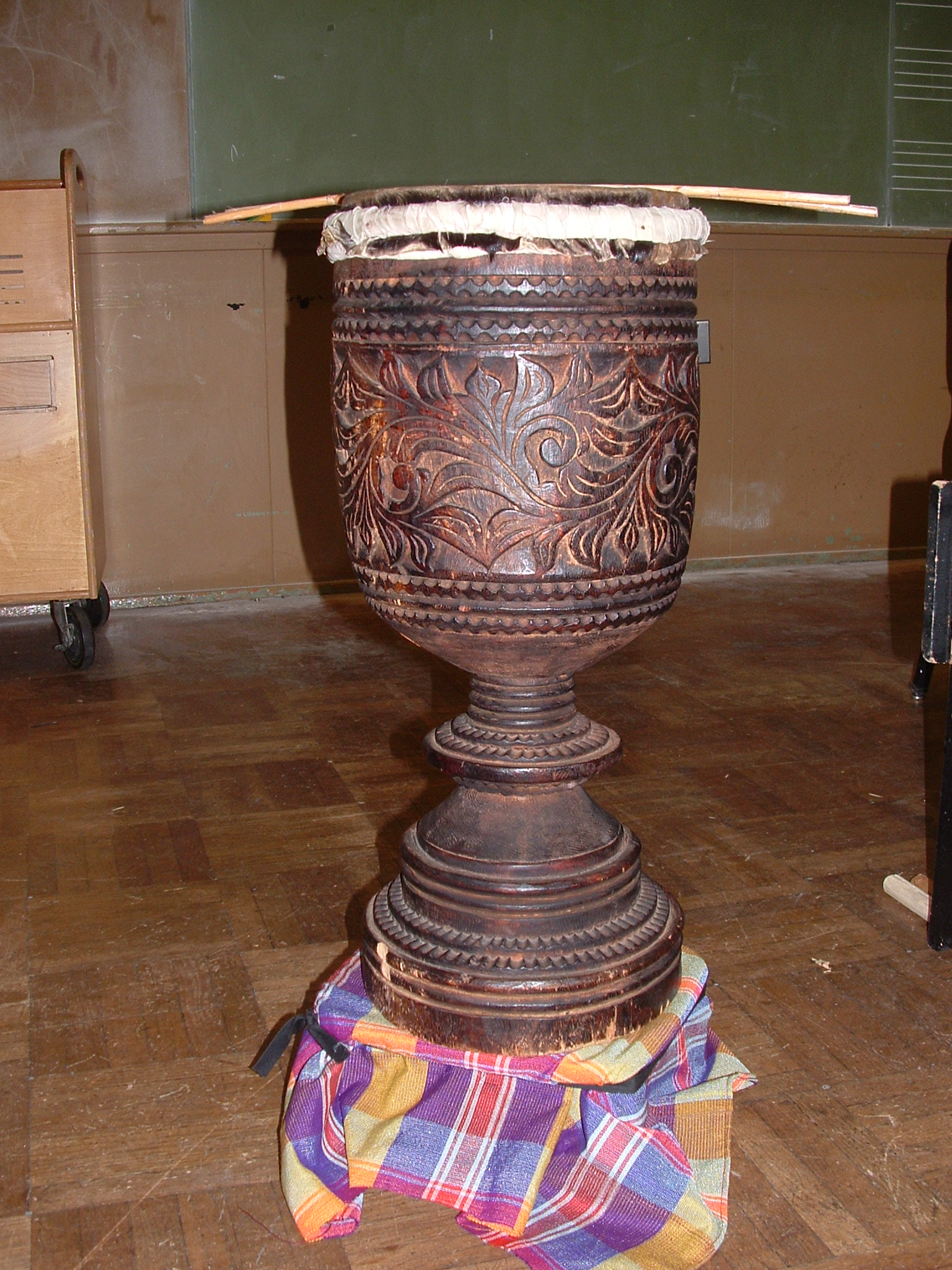
Dabakan.

El dabakan es un tambor de las Filipinas. La madera del najea o el coco se utiliza para hacer el cuerpo. La membrana del tambor es de cuero de vaca o serpiente. El tambor se utiliza para mantener el ritmo del conjunto de kulintang. Con un par de palos de bambú, se golpea el parche del tambor. El dabakan es el único instrumento del conjunto de kulintang que no es un gong.

## Galería

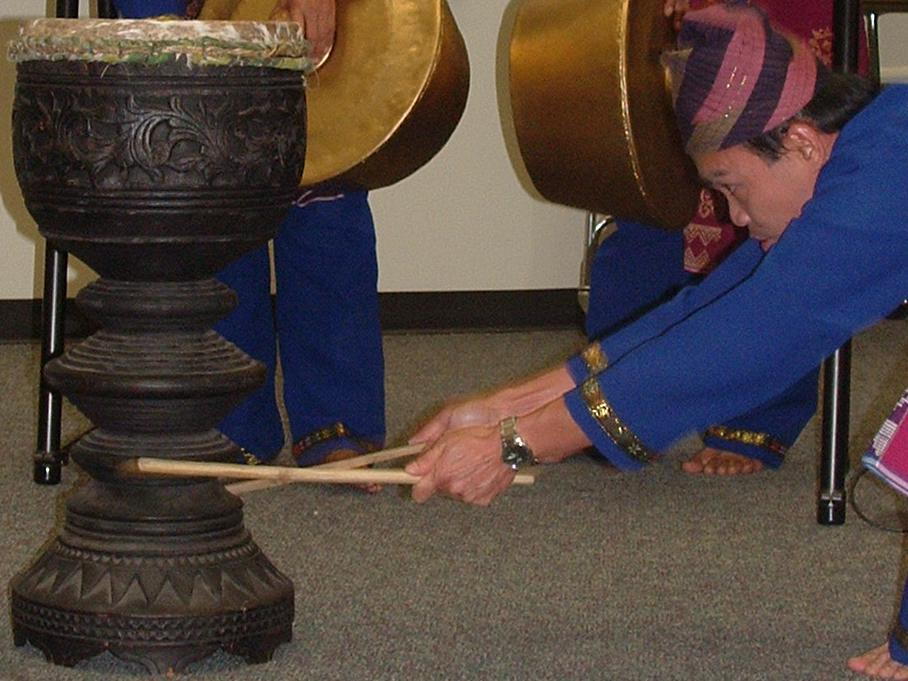
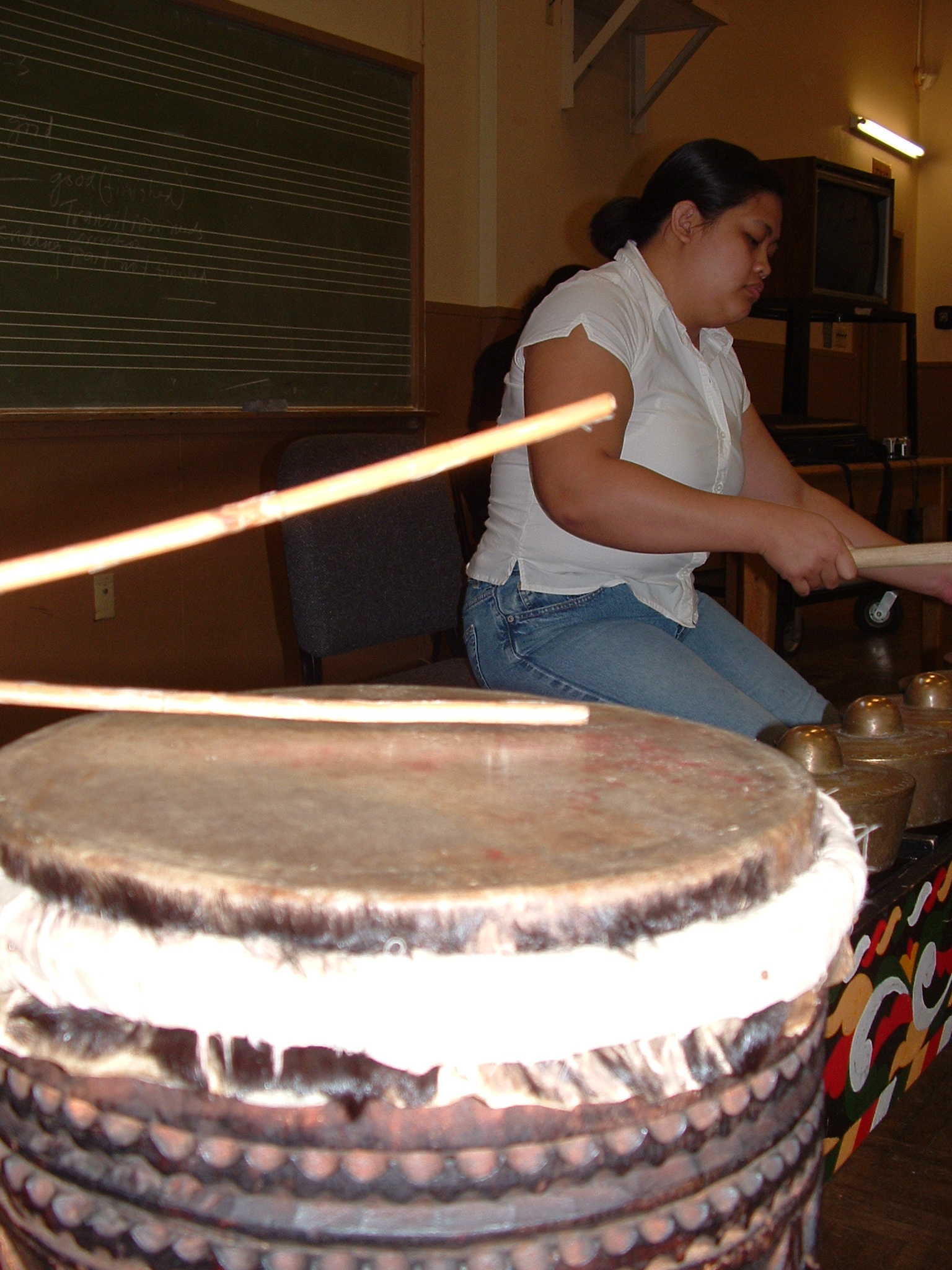
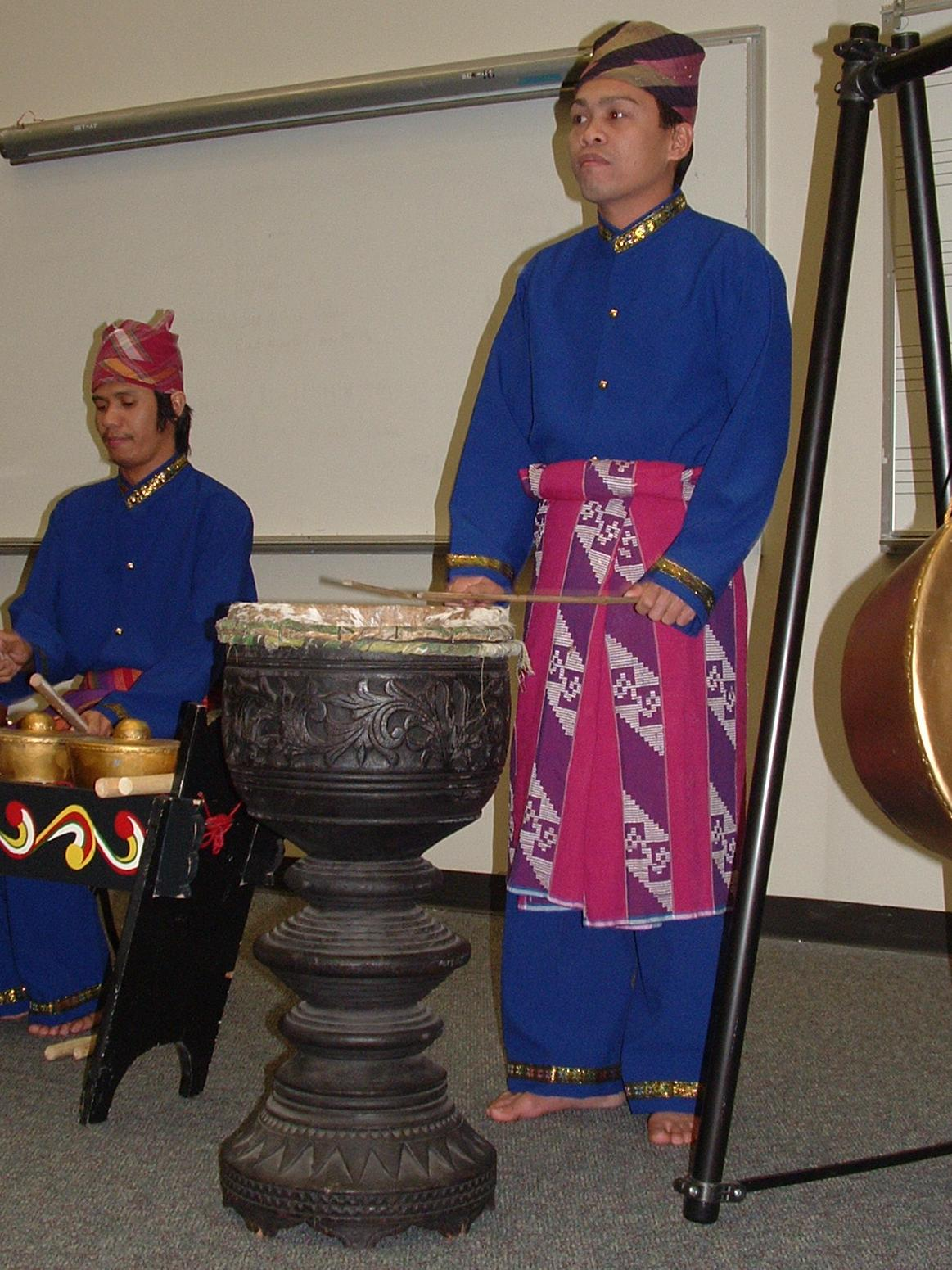
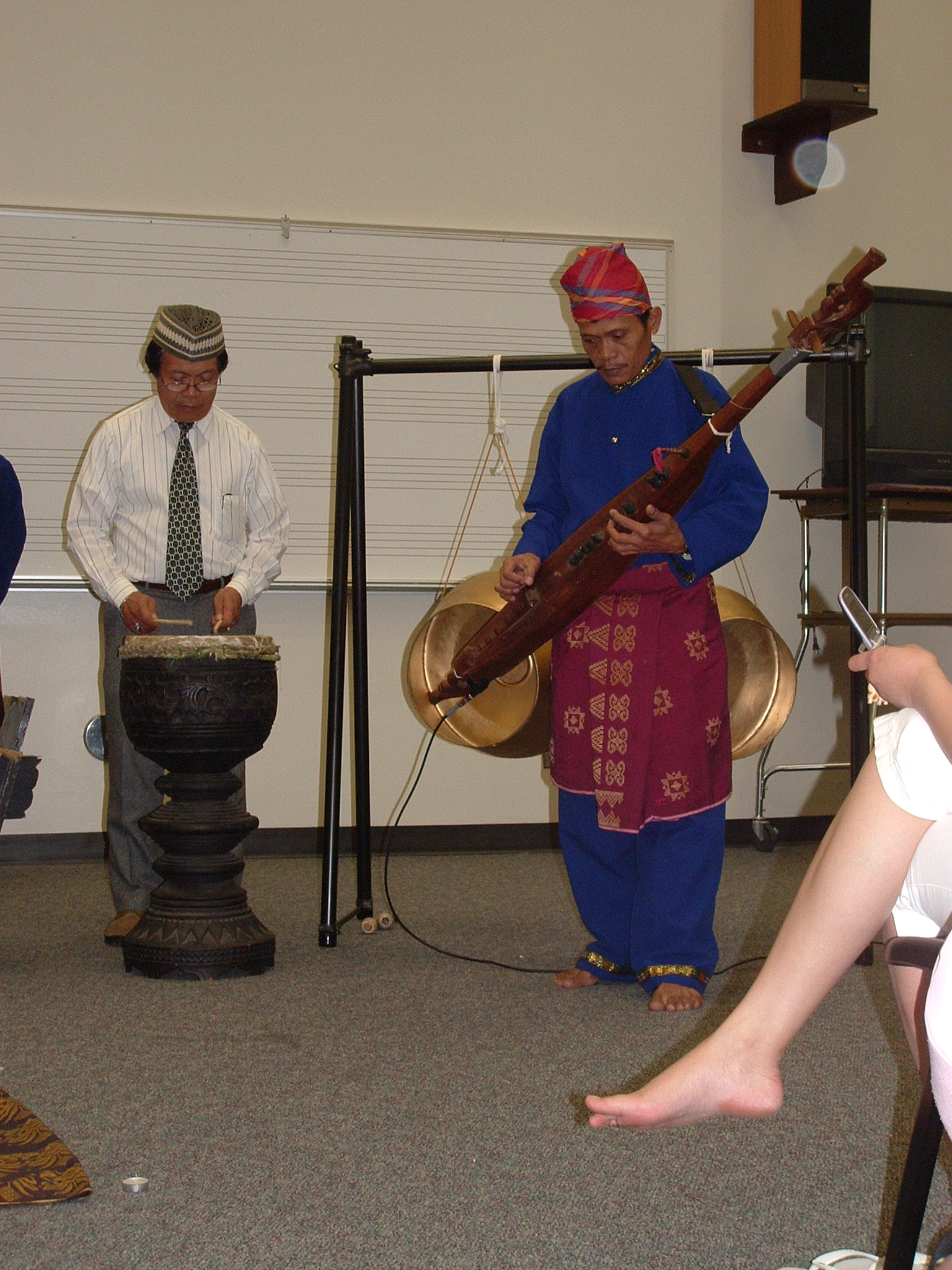